# Biên niên sử Hà Nội
Biên niên sử Hà Nội ghi lại các sự kiện của thành phố Hà Nội theo thứ tự thời gian. Xem thêm hai bài Lịch sử Hà Nội và Lịch sử Việt Nam để hiểu rõ các giai đoạn.

## Cổ đại
Vùng đất quanh Hà Nội hiện nay được biết đến từ lâu, đó là thành Cổ Loa được tìm thấy khoảng 200 TCN.
- Thế kỷ 3 TCN: An Dương Vương chọn Cổ Loa (thuộc huyện Đông Anh) làm kinh đô.
- Thế kỷ đầu Công nguyên (40-43), Hai Bà Trưng khởi nghĩa ở Mê Linh

## Bắc thuộc lần 2 – lần 3 (từ thuộc Hán đến thuộc Đường)
- Năm 454-456: Huyện Tống Bình (宋平) được thành lập.[1]
- 545: Lý Nam Đế đóng quân và dựng kè gỗ trên sông Tô Lịch[1]
- 545: Huyện Tống Bình được nâng cấp lên quận Tống Bình, gồm 3 huyện: Nghĩa Hoài, Tuy Ninh ở bờ nam sông Hồng (đoạn Từ Liêm, Hoài Đức ngày nay), còn Xương Quốc ở bờ bắc (Đông Anh, Gia Lâm ngày nay). Quận trị là vùng nội thành hiện nay.[cần dẫn nguồn]
- 607: Tống Bình là quận trị quận Giao Chỉ[cần dẫn nguồn]
- 621: Quận Tống Bình bị hạ cấp xuống thành huyện. Huyện Tống Bình cùng với 2 huyện Hoàng Giáo và Nam Định tạo thành Tống Châu. Đắp tử thành ở bờ nam sông Tô Lịch.[cần dẫn nguồn]
- 622: Huyện Tống Bình tách 2 huyện Giao Chỉ và Hoài Đức.[cần dẫn nguồn]
- 627: Hợp nhất các huyện Hoàng Giáo, Giao Chỉ và Hoài Đức thành huyện Tống Bình, đặt trị sở của Giao Châu tại đây.[cần dẫn nguồn]
- 679: Trở thành phủ trị của An Nam đô hộ phủ.[1]
- 767: Trương Bá Nghi đắp La Thành.[1]
- 791: Phùng Hưng tấn công Tống Bình, chiếm lĩnh thành trì và vào phủ Đô hộ, coi chính sự đất nước được 7 năm.[cần dẫn nguồn]
- 806: Trương Chu đắp An Nam La Thành.[cần dẫn nguồn]
- 863: Quân Nam Chiếu vây đánh và chiếm Tống Bình[cần dẫn nguồn]
- 866: Cao Biền xây thành Đại La.[cần dẫn nguồn]

## Thời nhà Hậu Lý
- 1010: Trở thành kinh đô Thăng Long. Khu vực dân ở bao quanh hoàng thành gọi là kinh thành, có tên là phủ Ứng Thiên, gồm 61 phường.
- 1049: Cho xây Chùa Một Cột
- 1057: Cho xây Chùa Báo Thiên
- 1070: Xây Văn Miếu
- 1076: Quốc Tử Giám bắt đầu mở cửa.

## Thời nhà Trần
- 1230: Thăng Long được chia thành 61 phường
- 1258: Kháng chiến chống Nguyên Mông lần thứ nhất, quân Nguyên vào kinh thành Thăng Long. Trận Đông Bộ Đầu.
- 1265: Lập chức Đại An Phủ Sứ trông coi công việc tại kinh thành.
- 1272: Lần đầu tiên biểu diễn múa rối nước.
- 1258: Kháng chiến chống Nguyên Mông lần thứ hai, quân Nguyên vào kinh thành Thăng Long. Trận Chương Dương độ và Hàm Tử Quan.
- 1288: Kháng chiến chống Nguyên Mông lần thứ ba, quân Nguyên lại vào kinh thành Thăng Long.
- 1341: Lập chức Kinh Sư Đại Doãn. Nguyễn Trung Ngạn là người đầu tiên giữ chức vụ này.
- 1371, 1377, 1378: Chế Bồng Nga ba lần dẫn quân Chiêm Thành ra cướp phá Thăng Long.
- 1380: Nguyễn Trãi ra đời.
- 1389: Nhà sư Phạm Sư Ôn dẫn quân vào Thăng Long.
- 1397: Hồ Quý Ly dời đô vào Thanh Hóa, Thăng Long đổi tên thành Đông Đô.

## Bắc thuộc lần 4 (thuộc Minh)
- 1407: Đông Đô đổi tên thành Đông Quan.
- 1426: Lê Lợi đem quân vây đánh Đông Quan. Cho mở khoa thi tại Bồ Đề.

## Thời Hậu Lê và thời kỳ Nam-Bắc triều
- 1428: Thăng Long lại được chọn làm kinh đô. Mang tên chính thức là Đông Kinh.
- 1466: Mang tên phủ Trung Đô, gồm 2 huyện Vĩnh Xương và Quảng Đức, mỗi huyện có 18 phường, tổng cộng là 36 phường.
- 1484: Lần đầu tiên cho dựng bia tại Văn Miếu.
- 1512-1520: Biến loạn liên tiếp ở kinh thành. Cuộc khởi nghĩa của Trần Cảo nhiều lần đánh vào Thăng Long. Chỉ đến năm 1521, Mạc Đặng Dung mới dẹp yên được loạn, 6 năm sau cướp ngôi lập nên nhà Mạc.
- 1592: Trịnh Tùng vây đánh và chiếm lại Thăng Long.
- 1599: Chúa Trịnh cho xây dựng vương phủ.
- 1627: Alexandre de Rhodes có ghé tới Thăng Long.
- 1631: Xảy ra một vụ hỏa hoạn lớn.[cần dẫn nguồn]
- 1645-1700: Người Hà Lan có thiết lập một trạm thương mại tại Thăng Long.
- 1683-1687: Người Anh thiết lập một trạm thương mại tại Thăng Long.
- 1749: Xây thành Đại Đô là vòng thành ngoài thành Đại La cũ.
- 1772: Hải Thượng Lãn Ông có trú tại kinh thành.
- 1782: Loạn kiêu binh phế truất Trịnh Cán, đưa Trịnh Khải lên ngôi chúa, sau đó lộng quyền phá phách kinh thành.
- 1786: Nguyễn Huệ đem quân ra Thăng Long lần đầu dẹp Trịnh Khải. Nguyễn Hữu Chỉnh đốt phủ chúa.
- 1788: Nguyễn Huệ đem quân ra Thăng Long lần thứ hai dẹp Vũ Văn Nhậm. Lê Chiêu Thống cầu viện nhà Thanh. Vua Càn Long sai Tôn Sĩ Nghị đem quân sang. Nguyễn Huệ lên ngôi hoàng đế, lấy hiệu là Quang Trung. Thăng Long đổi tên thành Bắc Thành.
- 1789: Nguyễn Huệ ra Thăng Long lần ba, đánh tan quân Thanh tại trận Ngọc Hồi - Đống Đa. Nhà Hậu Lê chấm dứt.

## Thời nhà Nguyễn
- 1802: Nguyễn Ánh chiếm được Thăng Long. Cho phá bỏ Hoàng thành cũ.
- 1831: Minh Mạng lập ra tỉnh Hà Nội. Tỉnh Hà Nội lúc đó bao gồm 4 phủ: phủ Hoài Đức (gồm thành Thăng Long, huyện Từ Liêm của trấn Sơn Tây) và ba phủ Ứng Hoà, Thường Tín, Lý Nhân của trấn Sơn Nam Lưu trữ ngày 19 tháng 1 năm 2008 tại Wayback Machine.
- 1842: Xây chùa Báo Ân
- 1865: Xây đền Ngọc Sơn
- 1873: Francis Garnier chiếm đánh Hà Nội.
- 1875: Thiết lập khu tô giới của người Pháp.
- 1882: Henri Rivière chiếm đánh Hà Nội.

## Thời Pháp thuộc
- 1873
  - 20 tháng 11: Francis Garnier mang quân chiếm thành Hà Nội.[2]
  - 21 tháng 12: Francis Garnier bị quân Cờ Đen giết tại cầu Giấy.[3]
- 1874: Quân Pháp rút khỏi thành Hà Nội.[3]
- 1875: Lập khu nhượng địa Hà Nội.[4]
- 1882: 25 tháng 4: Henri Rivière mang quân chiếm thành Hà Nội. Tổng đốc Hoàng Diệu tự sát.[5]
- 1883
  - 19 tháng 5: Henri Rivière bị quân Cờ Đen giết tại cầu Giấy.[6]
  - Phá hủy chùa Báo Thiên.[7]
- 1886: Xây dựng nhà tù Hỏa Lò, hoàn thành năm 1889.[8]
- 1887: Khánh thành nhà thờ Lớn Hà Nội.[9]
- 1888
  - 19 tháng 7: Thành lập chính quyền thành phố Hà Nội.[10]
  - 1 tháng 10: Vua Đồng Khánh ký chỉ dụ nhượng Hà Nội cho Pháp.[11]
- 1890: Xây dựng vườn hoa Paul Bert, ngày nay là vườn hoa Lý Thái Tổ.[12]
- 1891: Thành lập sở cảnh sát.[13]
- 1896: Chế độ quan lại ở Hà Nội bị bãi bỏ.[14]
- 1891: Xây dựng nhà thương Lanessan, bệnh viên đầu tiên ở Hà Nội, ngày nay là Bệnh viện Quân đội 108.[15]
- 1897: Xây dựng Tòa thị chính, hoàn thành năm 1906.[16]
- 1899: Công ty Thổ địa Đông Dương mở ba tuyến xe điện đầu tiên.[17]
- 1900: Xây dựng Trường dòng Puginier, ngày nay là Trường Trung học phổ thông Việt Đức.[18]
- 1901: 
  - Xây dựng Dinh Toàn quyền, ngày nay là Phủ Chủ tịch, hoàn thành năm 1906.[19]
  - Khánh thành khách sạn Métropole, ngày nay là khách sạn Sofitel Metropole.[18]
  - Xây dựng Nhà hát Lớn Hà Nội, hoàn thành năm 1911.[20]
- 1902
  - Hoàn thành tuyến đường sắt Hà Nội – Lạng Sơn.[21]
  - Xây dựng nhà máy điện bên bờ hồ Hoàn Kiếm.[22]
  - Thành lập Trường Y khoa Đông Dương, ngày nay là Trường Đại học Y Hà Nội.[23]
  - 15 tháng 11: Khai mạc triển lãm Hà Nội, bế mạc 30 tháng 6 năm 1903.[24]
- 1903: Nhà ga Hà Nội bắt đầu hoạt động.[25]
- 1904: 
  - Xây dựng nhà thương Bảo Hộ, ngày nay là Bệnh viện Việt Đức.[18]
  - Xây dựng nhà máy nước Yên Phụ, hoàn thành năm 1906.[26]
- 1905: Hoàn thành tuyến đường sắt Hà Nội – Vinh.[21]
- 1907
  - Thành lập Viện Đại học Đông Dương, tiền thân của Đại học Quốc gia Hà Nội, ngừng hoạt động năm 1908.[27]
  - Thành lập trường Đông Kinh Nghĩa Thục.[23]
- 1908: 27 tháng 6: Vụ Hà Thành đầu độc.[28]
- 1913: Đông Dương tạp chí ra số đầu tiên.[29]
- 1917
  - Tái lập Viện Đại học Đông Dương, thành lập nhiều đại học thành viên.[30]
  - Nam Phong tạp chí ra số đầu tiên.[30]
- 1921: Dân số Hà Nội 75.000 người, trong đó có 68.600 người Việt.[31]
- 1923: Thành lập Sở quy hoạch đô thị và kiến trúc.[32]
- 1924: 
  - Luật bảo vệ di tích được áp dụng ở Hà Nội.[33]
  - Đồ án quy hoạch tổng thể Hà Nội của Ernest Hébrard hoàn thành.[34]
- 1925
  - Xây dựng tòa nhà Bộ Tài chính, ngày nay là trụ sở Bộ Ngoại giao, hoàn thành năm 1927.[35]
  - Xây dựng Bảo tàng Louis Finot, ngày nay là Bảo tàng Lịch sử Việt Nam, hoàn thành năm 1932.[35]
  - Xây dựng Viện Pasteur, ngày nay là Viện Vệ sinh Dịch tễ Trung ương, hoàn thành năm 1930.[36]
  - Xây dựng Nhà thờ Cửa Bắc, tòa nhà chính Đại học Tổng hợp Hà Nội.[36]
  - Thành lập Cao đẳng Mỹ thuật Đông Dương, ngày nay là Đại học Mỹ thuật Việt Nam.[37]
- 1928: Thành lập Nhạc viện Viễn Đông.[38]
- 1928: Dân số Hà Nội 126.137 người, trong đó có 118.327 người Việt.[39]
- 1929:
  - Cuối tháng 3 năm 1929, tại số nhà 5D phố Hàm Long, chi bộ cộng sản đầu tiên trong cả nước ra đời.[40]
  - Ngày 17/3/1930 ban chấp hành lâm thời Đảng bộ Hà Nội được thành lập, đồng chí Đỗ Ngọc Du làm bí thư
  - Ngày 11/10/1930 nhân dân Hà Nội mít tinh chia lửa với Xô Viết Nghệ Tĩnh
- 1930: Xây dựng nhà máy điện Yên Phụ.[26] Tháng 6 năm 1930 thành ủy Hà Nội chính thức thành lập, do đồng chí Nguyễn Ngọc Vũ làm bí thư
- 1931: ngày 2/2/1931 nhân dân Hà Nội mít tinh kỉ niệm một năm ngày thành lập Đảng Cộng sản Việt Nam
- 1932: Tờ Phong Hóa của Tự lực văn đoàn ra số đầu tiên.[41]
- 1934: Thành lập Trường tư thục Thăng Long.[42]
- 1935: Tiểu thuyết thứ bảy ra số đầu tiên.[41]
- 1937: ngày 1/5/1937 nhân dân Hà Nội lần đầu tiên kỉ niệm Ngày Quốc tế Lao động tại khu Đấu xảo
- 1938: Tờ báo trào phúng Vịt Đực ra số đầu tiên.[43]
- 1939: tháng 10 năm 1939 an toàn khu của Xứ ủy được thành lập ở huyện Hoài Đức
- 1942: an toàn khu của Xứ ủy được thành lập ở huyện Ứng Hòa
- 1945:
  - 9 tháng 3: Quân đội Nhật tổ chức đảo chính.[44]
  - 20 tháng 7: Trần Văn Lai trở thành thị trưởng người Việt đầu tiên.[44]
  - 15 tháng 8: Xứ ủy Bắc kì họp tại làng Vạn Phúc, Hà Đông quyết định xúc tiến khởi nghĩa
  - 17 tháng 8: Tổng hội viên chức mít tinh hô hào ủng hộ chính phủ bù nhìn Trần Trọng Kim.Ủy ban quân sự cách mạng Hà Nội chiếm diễn đàn để tuyên truyền cách mạng.
  - 18 tháng 8: cờ đỏ sao vàng xuất hiện nhiều tuyến phố ở Hà Nội. các huyện Ứng Hòa, Chương Mỹ, Quốc Oai khởi nghĩa giành chính quyền. Các huyện Thanh Trì, Thạch Thất, Phúc Thọ, Thường Tín khởi nghĩa thắng lợi
  - 19 tháng 8: Quân đội Việt Minh chiếm Hà Nội.[45]

## 1945–1947
- 19/08/1945: Việt Minh giành chính quyền.
- 20/8/1945: Ủy ban nhân dân cách mạng lâm thời Hà Nội ra mắt nhân dân
- 30/8/1945:Ủy ban nhân dân thành phố Hà Nội chính thức thành lập, bác sĩ Trần Duy Hưng được cử làm chủ tịch
- 2/9/1945: Chính phủ lâm thời ra mắt nhân dân. Chủ tịch Hồ Chí Minh đọc tuyên ngôn độc lập khai sinh nước Việt Nam Dân chủ Cộng hòa
- 3/9/1945: phiên họp đầu tiên của Chính phủ Lâm thời tại số nhà 12 phố Ngô Quyền bàn về chống nạn đói và nạn mù chữ, tổ chức tổng tuyển cử...[46]
- 22/11/1945: Chính quyền Việt Nam Dân chủ Cộng hòa quy định Hà Nội gồm 5 khu phố nội thành: Lãng Bạc, Đống Đa, Mê Linh, Đại La, Đề Thám và 120 xã ngoại thành.
- 1945-1946: Chia Hà Nội thành 17 khu phố nội thành (Trúc Bạch, Đồng Xuân, Thăng Long, Đông Thành, Đông Kinh Nghĩa Thục, Hoàn Kiếm, Văn Miếu, Quán Sứ, Đại Học, Bảy Mẫu, Chợ Hôm, Lò Đúc, Hồng Hà, Long Biên, Đồng Nhân, Vạn Thái, Bạch Mai) và 5 khu hành chính ngoại thành (Lãng Bạc, Đại La, Đống Đa, Đề Thám, Mê Linh).
- Hiến pháp Việt Nam Dân chủ Cộng hòa 1946 ngày 9/11/1946 tuyên bố Hà Nội là thủ đô của Việt Nam Dân chủ Cộng hòa[47]
- Mùa đông 1946-đầu 1947: Toàn quốc kháng chiến. Trận Hà Nội 1946.

## 1954–2000
- Năm 1954: Hà Nội khi tiếp quản gồm 4 quận nội thành (34 khu phố, 37.000 dân) và 4 quận ngoại thành (45 xã, 16.000 dân), đánh số từ I đến VIII, với diện tích 152 km². Ngày 13/12/1954, sáp nhập khu vực phố Gia Lâm (gồm phố Gia Lâm, khu nhà ga Gia Lâm, sân bay Gia Lâm, và 4 xã Hồng Tiến, Việt Hưng, Long Biên, Ngọc Thụy) của tỉnh Bắc Ninh vào Hà Nội.
- 1956-1957: Phong trào Nhân Văn-Giai Phẩm.
- 3/1958: Bỏ 4 quận nội thành, thay bằng 12 khu phố: Hoàn Kiếm, Hàng Cỏ, Hai Bà Trưng, Hàng Bông, Cửa Đông, Hàng Đào, Trúc Bạch, Văn Miếu, Ba Đình, Bạch Mai, Bảy Mẫu, Ô Chợ Dừa.
- 1959: chia lại thành 8 khu phố nội thành: Hoàn Kiếm, Hàng Cỏ, Hai Bà Trưng, Trúc Bạch, Ba Đình, Đồng Xuân, Đống Đa, Bạch Mai và 4 huyện ngoại thành (có 43 xã).
- 1961:
  - Ngày 20 tháng 4: Tại Kỳ họp khóa II, kỳ 2, Quốc hội đã quyết định mở rộng Hà Nội (lần thứ nhất) với diện tích 584 km², 91.000 dân. Hà Nội sáp nhập 18 xã, 6 thôn và 1 thị trấn (Văn Điển) thuộc các huyện Đan Phượng, Hoài Đức, Thanh Trì (tỉnh Hà Đông); cả huyện Gia Lâm (gồm 15 xã), 14 xã khác và 1 thị trấn (Yên Viên) thuộc các huyện Từ Sơn, Tiên Du, Thuận Thành (tỉnh Bắc Ninh); cả huyện Đông Anh (gồm 16 xã), 1 xã thuộc huyện Yên Lãng và nửa thôn thuộc huyện Kim Anh (tỉnh Vĩnh Phúc); 1 xã thuộc huyện Văn Giang (tỉnh Hưng Yên).
  - Ngày 31 tháng 5: Thành lập 4 khu phố nội thành (Hoàn Kiếm, Hai Bà Trưng, Ba Đình, Đống Đa) và 4 huyện ngoại thành (Đông Anh, Gia Lâm, Thanh Trì, Từ Liêm).
- 1966-1968: Không quân Mỹ bắt đầu ném bom. Một phần thành phố đi sơ tán.
- 21/11/1970, Mỹ cho đổ bộ quân đánh chiếm trại tù Sơn Tây nhằm giải thoát khoảng 65-70 tù binh hiện đang bị giam tại đây nhưng không thành công vì số này trước đó đã được chuyển đi nơi khác.
- 1972: Chiến dịch Linebacker II, 12 ngày đêm Điện Biên Phủ trên không
- 21/12/1974: Thành lập các tiểu khu ở các khu nội thành, thay thế cho khối dân phố.
- 1978:
  - Tháng 12: Sắp xếp lại các tiểu khu: khu Hoàn Kiếm có 18 tiểu khu, khu Ba Đình có 15 tiểu khu, khu Đống Đa có 23 tiểu khu, khu Hai Bà Trưng có 22 tiểu khu, tổng cộng là 78 tiểu khu.
  - Ngày 29 tháng 12: Quốc hội khóa VI, kỳ họp thứ 4 (tháng 12 năm 1978) đã quyết định mở rộng Thủ đô Hà Nội (lần thứ hai) với diện tích đất tự nhiên là 2136 km², dân số 2,5 triệu người gồm bốn khu phố nội thành, một thị xã và 11 huyện ngoại thành. Hà Nội lấy thêm 5 huyện và 1 thị xã của tỉnh Hà Sơn Bình (Ba Vì, Thạch Thất, Phúc Thọ, Đan Phượng, Hoài Đức, thị xã Sơn Tây), 2 huyện của tỉnh Vĩnh Phú (Mê Linh, Sóc Sơn).
- 6/1981: Đổi khu phố thành quận và tiểu khu thành phường.
- 12/8/1991: Tại kỳ họp thứ 9, Quốc hội khóa VIII, ranh giới Thủ đô Hà Nội được điều chỉnh. Trả 5 huyện và 1 thị xã đã lấy năm 1978 cho tỉnh Hà Tây và 1 huyện (Mê Linh) cho tỉnh Vĩnh Phú, còn bốn quận nội thành và năm huyện ngoại thành, với diện tích đất tự nhiên 924 km².
- 1993
  - Vụ án cầu Chương Dương
- 1994:
  - Ngày 14 tháng 7, chợ Đồng Xuân bị cháy, gần như toàn bộ gian hàng trong chợ bị thiêu rụi.
- 27/12/1995: Lập quận Tây Hồ
- 1997:
  - Ngày 1 tháng 1: Lập quận Thanh Xuân
  - Ngày 1 tháng 9: Lập quận Cầu Giấy
  - Tháng 11: Tổ chức Hội nghị thượng đỉnh các nước nói tiếng Pháp - Francophonie 1997.
- 1999: Hà Nội được UNESCO tôn vinh là thành phố vì hòa bình[48]

## Thế kỷ 21
- 2003
  - 2 tháng 9: Khánh thành Sân vận động Quốc gia Mỹ Đình[49]
  - Tháng 12: Tổ chức SEA Games 2003
- 2004
  - 1 tháng 1: Lập 2 quận Long Biên và Hoàng Mai.
- 2005
  - Hà Nội có gần 3,2 triệu người, vượt 3% so với dự báo, đạt mật độ dân số trên 3450 người/km², gấp trên 100 lần so với mật độ chuẩn thế giới.
  - 8 tháng 3: Trung tâm giao dịch chứng khoán Hà Nội (HASTC) chính thức đi vào hoạt động.
- 2006: Tổ chức hội nghị thượng đỉnh APEC 2006.
- 2007: Dân số Hà Nội tăng thêm 138.100 người, đạt 3.398.889 nhân khẩu với 784.881 hộ, tăng 3,5% so với năm 2006[50].
- 2008
  - 1 tháng 8: tỉnh Hà Tây và huyện Mê Linh, tỉnh Vĩnh Phúc đã chính thức sáp nhập vào Hà Nội. Hà Nội trở thành thủ đô lớn thứ 17 về mặt diện tích trên thế giới.[cần dẫn nguồn]
  - Cuối tháng 10, mưa lớn gây ra trận lụt lịch sử tại Hà Nội, thành phố chịu thiệt hại tối thiểu là 3.000 tỉ VND (tạm thời)[51] và có ít nhất 21 người thiệt mạng.[52]
- 2009
  - 8 tháng 5: Chính phủ Việt Nam ra Nghị quyết 19/NQ-CP thành lập quận Hà Đông trên cơ sở toàn bộ diện tích, dân số của thành phố Hà Đông trước đây và thành phố Sơn Tây chuyển thành thị xã Sơn Tây.[53]
- 2010: Chuỗi sự kiện kỷ niệm 1.000 năm Thăng Long – Hà Nội.
- 2013
  - 27 tháng 12: Chính phủ ban hành Nghị quyết số 132/NQ-CP về việc tách huyện Từ Liêm để thành lập 2 quận mới là Bắc Từ Liêm và Nam Từ Liêm.[54]
- 2015: Vụ thay thế cây ở Hà Nội 2015[55]
- 2019
  - Tháng 2: Diễn ra Hội nghị thượng đỉnh Triều Tiên – Hoa Kỳ lần thứ hai giữa Nhà lãnh đạo Triều Tiên Kim Jong-un và Tổng thống Mỹ Donald Trump.
  - Tháng 4: cuộc tổng điều tra dân số cả nước cho thấy dân số Hà Nội là hơn 8 triệu người.[56]
- 2020
  - 9 tháng 1: Xảy ra vụ đụng độ vào rạng sáng tại xã Đồng Tâm, huyện Mỹ Đức giữa một số người dân địa phương với lực lượng cảnh sát cơ động, hậu quả là 3 cảnh sát và 1 người dân tử vong.[57]
- 2022
  - 13 tháng 1: Chính thức khánh thành tuyến đường sắt trên cao Cát Linh – Hà Đông, sau hơn 10 năm xây dựng và hơn 2 tháng vận hành thử.[58]
  - 13 tháng 4: Hà Nội trở thành địa phương cuối cùng trên cả nước cho phép các trường mầm non hoạt động trở lại sau gần 1 năm phải đóng cửa để phòng chống đại dịch COVID-19.[59]
  - Tháng 5: Tổ chức SEA Games 2021 (bị hoãn từ 2021 do ảnh hưởng của đại dịch COVID-19).[60]
- 2023:
  - 12 tháng 9: Vụ hỏa hoạn chung cư mini ở Khương Hạ 2023 làm ít nhất 56 người thiệt mạng và 37 người bị thương.[61]
- 2024
  - 24 tháng 5: Mười bốn người thiệt mạng và sáu người khác bị thương trong một vụ cháy chung cư ở Hà Nội.[62]
  - Tháng 9: Lũ lớn ở Hà Nội sau bão Yagi.[63]
  - 18 tháng 12: Cháy quán hát do phóng hỏa ở Hà Nội khiến 11 người tử vong và hai người cấp cứu.[64]